# 월미바다열차
월미바다열차(月尾―列車)는 경인선 인천역 옆 월미바다역과 월미도의 월미공원 간을 운행하는 관광용 모노레일이다. 2009 인천세계도시축전을 대비하여 추진된 사업이나, 부실 공사와 사업성 부족 문제로 사업이 표류하여 개통이 연기되다가, 10년 만인 2019년 10월 8일에 개통하였다.

## 역사
2008년 7월 착공하여 2009 인천세계도시축전을 앞둔 2009년 8월 개통을 목표로 1단계 구간의 공사를 추진하였으나, 안전상의 이유로 2010년 3월 26일로 개통이 연기되었다. 이후 안전성 검증을 위하여 2009년 8월 15일부터 6개월간 시운전을 진행하던 중, 안전성 최종 검증을 위해 2010년 6월 목표로 개통을 연기하고 시운전 기간을 연장하였으나, 2010년 4월 30일 시운전 중 추돌사고가 발생하였다. 결국 같은 해 7월로 개통 일정이 다시 연기되었다. 그러나 2010년 6월 말 인천교통공사에서 월미은하레일을 2010년 개통할 경우 2015년까지 86억 원에 이르는 누적 적자가 발생할 것이라는 분석을 발표하고, 송영길 신임 인천광역시장이 후보 시절에 제기한 인천시의 전체 부채 7조원 외에도 2조원의 적자가 추가로 발견되면서 인천시의 재정구조가 매우 심각한 것으로 나타나자, 개통 시기를 9월로 다시 연기하였지만 결국 2010년 12월 28일 은하레일 사업은 백지화되었다. 이 와중에, 시공사인 한신공영은 공사가 당초보다 10개월 이상이 지연되면서 지체보상금으로 258억 원에 이르는 보상금을 인천교통공사에 지급해야 하는 상황에 놓이게 되었다.
2012년 5월 인천광역시에서는 한국철도기술연구원에 월미은하레일의 안전성 검증 용역을 맡겼으며, 2013년 5월 발표된 용역의 결과에 따르면 은하레일은 교각, 궤도, 차량 등 거의 모든 분야에서 안전성이 미달인 것으로 밝혀졌다. 2013년 12월, 인천교통공사에서는 은하레일의 기존 시설을 철거하고 레일바이크로 전환하는 방안을 발표하였으며, 2014년 5월 주식회사 가람스페이스가 우선협상대상자로 선정되었다. 그러나 같은 해 6월 유정복 신임 인천광역시장이 레일바이크로의 전환을 재검토하겠다고 선언하였으며, 2015년 2월 12일 인천교통공사와 가람스페이스의 특수목적법인인 인천모노레일과의 계약이 체결됨과 동시에 8인승 3량 소형 모노레일로 사업이 변경되었다.
2016년 들어 기존의 Y자 궤도를 I자 궤도로 교체하는 공사가 시작되었으며, 같은 해 8월에는 기존의 차량 10량이 고철로 매각되었다. 그러나 인천모노레일이 약속한 사업 공정을 제대로 이행하지 못하고, 사업비 조달 계획을 명확히 제시하지 못하자, 2017년 3월 17일에 인천광역시는 인천모노레일과의 협약을 해지하고 모노레일 사업을 시 재정사업으로 전환한다고 발표하였다.
2018년 12월, 인천광역시에서는 월미모노레일에 와이파이와 LTE시스템을 구축하고, 차량이 쏠리지 않도록 1열 레일을 3열로 바꾸고 차량이 멈추었을 때 승객이 빠져나올 수 있도록 보행자 통로를 만드는 등 안전성을 강화하여, 2019년 5월에 개통시키겠다고 밝혔다. 2019년 1월부터 기술시운전을 시작하여 같은 해 6월에 개통할 계획이었으나, 4월 29일에 인천교통공사에서는 시스템의 미비점 보완을 이유로 개통을 다시 연기하였다. 이후 9월 27일과 28일 양일간 시민 대상 시승 행사를 개최한 뒤, 10월 8일 정식 개통하였다. 개통식은 아프리카돼지열병 확산 방지를 위하여 취소되었으나, 결국 개통일 오후 2시에 월미바다역 승강장에서 개최하였다.

### 연혁
- 2007년 10월 23일: 1-3단계 구간 도시관리계획 결정 및 지형도면 고시[26]
- 2008년 6월 30일: 실시계획 고시[27]
- 2008년 7월 4일: 착공식[28]
- 2009년 1월 19일: 차량기지(북성동1가 98-36) 계획 폐지[29][30]
- 2009년 5월 26일: 인천교통공사 모노레일사업단에서 1단계 구간의 역명을 확정함[31]
- 2012년 11월 12일: 2-3단계 구간 계획 폐지[32]
- 2018년 8월 13일: 실시계획 고시[33]
- 2019년 4월 8일: 월미바다열차로 명칭 결정[34]
- 2019년 6월 27일: 공사 완료[35]
- 2019년 10월 8일: 개통
- 2020년 1월 1일: 개통 기념 요금 할인 폐지

## 운영

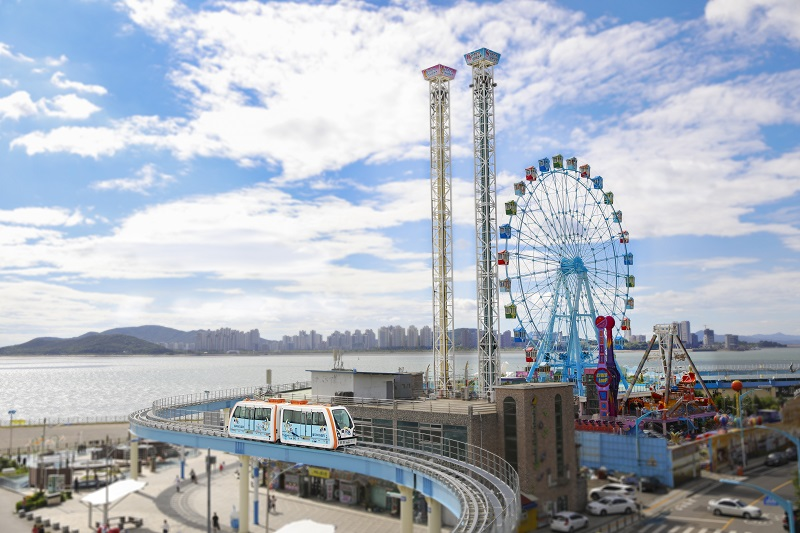
월미도 바닷가를 지나는 월미바다열차.

이 노선은 도시철도사업이 아닌 관광전차사업이다. 국비 지원 없이 인천광역시 중구청의 허가로 지어진 노선으로서, 중앙정부의 승인이 필수인 대중 교통 수단의 요건을 충족하지 못한다. 즉 안전성 검증도 지자체 차원에서만 실시하며 중앙정부의 형식승인을 받지 않은 모노레일형 궤도이동수단이다. 실질적인 도시 철도의 기능보다는 월미도를 중심으로 한 관광열차 용도로 운영되며, 인천교통공사가 건설과 노선운영 그리고 차량운행을 모두 위탁 담당한다.

### 운임
2020년 1월 1일부터 적용되는 요금이다. 당일 발권한 표로 최대 3회 승차할 수 있다. 성수기(4-10월) 주말에는 오전 10시부터 오후 9시까지, 그 이외에는 오전 10시부터 오후 6시까지 운행한다.
| 종류 | 나이                    | 요금 (원) |
| ---- | ----------------------- | --------- |
| 일반 | 어른 (만 19세 ~ 64세)   | 8000      |
| 일반 | 중고생 (만 13세 ~ 18세) | 6000      |
| 일반 | 어린이 (만 3세 ~ 12세)  | 5000      |
| 일반 | 노인 (만 65세 이상)     | 6000      |
| 일반 | 장애인 및 국가유공자 등 | 4000      |
| 단체 | 어른 (만 19세 이상)     | 7000      |
| 단체 | 중고생 (만 13세 ~ 18세) | 5000      |
| 단체 | 어린이 (만 3세 ~ 12세)  | 4000      |
| 단체 | 노인 (만 65세 이상)     | 5000      |
| 단체 | 장애인 및 국가유공자 등 | 4000      |

### 차량
2010년 당시 예정되었던 차량 시스템은 미국 어바넛 기술(Urbanaut Technology)을 사용한 시스템이다. 전통적인 모노레일 시스템과는 달리 경전철에서 사용하는 고무차륜 AGT가 적용된 하이브리드 방식이나 외관은 모노레일과 동일한 관계로 모노레일로 분류한다. 2량 1편성으로 운행되며 수용인원은 1편성당 70명이다. 차량은 로윈에서 제작하였다.
2019년에 운행을 시작한 차량 시스템은 비가선 배터리 방식으로 운행하는 모노레일로, 배터리의 잔량이 40% 이하가 되면 배터리를 교체하여 운행한다. 무인 자동운전 방식이나 유사시에 수동운전이 가능하다. 2량 1편성으로 운행하며 수용인원은 1편성당 46명이다. 차량은 이엠티씨(EMTC)에서 제작하였다.

## 역 목록
월미바다열차의 정거장은 다음과 같다. 이는 2009년 5월 26일에 열린 '월미 은하레일 정류장 명칭선정 최종심의위'에서 2009년 2월 1일부터 2월 20일까지 인천시민을 대상으로 한 공모를 통해 모집한 역명 가운데 심사를 거쳐 최종 선정한 역명을 2019년에 일부 개정한 것이다.
- 월미바다역 (인천역)
- 월미공원역 (월미공원 입구)
- 월미문화의거리역 (월미 문화의 거리 입구)
- 박물관역 (월미테마파크 입구)
- 월미공원역 (월미공원 입구)
- 월미바다역 (인천역)

## 미래
개통된 구간은 6.1 km 길이의 1단계 구간으로, 4개의 정거장이 신설되었다. 이후 중구청과 신포시장을 경유하여 동인천역까지 2단계, 그리고 다시 인천역에서 자유공원, 차이나타운을 거쳐 인천역까지 총 3단계의 건설이 진행될 계획이었다. 하지만 계속되는 안정성 문제로 개통일이 자주 연기되면서 2-3단계 사업이 백지화되기에 이르렀다.

## 같이 보기
- 수도권 전철